# Hồ sợi
Hồ sợi (tiếng Anh: Sizing – quá trình hồ sợi vải) là quá trình phủ một lớp chất hồ (một hoặc hỗn hợp hóa chất) bảo vệ được phủ lên sợi dọc (warp). Quá trình này được tiến hành trước khi dệt vải. Điều này sẽ giúp sợi dọc (warp) được định hình ổn định, tăng độ cứng/độ bền, giảm ma sát mài mòn cơ học khi dệt giảm luôn khả năng đứt sợi trong quá trình dệt từ đó tăng năng suất dệt của máy dệt thoi.

## Sơ lược quá trình thực hiện hồ sợi
Quá trình hồ sợi được tiến hành bằng cách cho nhúng sợi vải vào một bể lớn có chứa dung dịch chất hỗn hợp các hóa chất các chất tạo nên chất hồ. Sau đó sợi vải được sấy khô, xe thành cuộn rồi chuyển tiếp qua cơ sở dệt may thành tấm vải. Các công ty hoặc tổ hợp dệt may lớn thường sử dụng máy chuyên dụng để hồ sợi (Sizing machine).

## Các loại loại chất hồ thường được sử dụng
- Tinh bột sắn/khoai tây/bột bắp/gạo…
- Tinh bột biến tính
- Carboxymethyl cellulose (CMC)
- Polyester Resins (PES), Polyacrylates
- Polyvinyl alcohol (Keo PVA), polyvinyl acetate(Keo PVAC)
- Các loại chất bôi trơn/mỡ/sáp, chất diệt khuẩn….